# Taiwan-Serau
Der Taiwan-Serau (Capricornis swinhoei) ist eine Paarhuferart aus der Gruppe der Ziegenartigen (Caprinae). Er ist auf Taiwan endemisch, wo er der einzige natürlich vorkommende Hornträger ist.
Der Artzusatz im wissenschaftlichen Namen ehrt den britischen Naturforscher Robert Swinhoe.

## Merkmale
Taiwan-Seraue sind die kleinsten Seraue. Sie erreichen eine Kopf-Rumpf-Länge von 80 bis 115 Zentimetern, der Schwanz ist ein kurzer Stummel. Die Schulterhöhe beträgt rund 60 Zentimeter und das Gewicht rund 30 Kilogramm. Das Fell ist dunkelbraun gefärbt, entlang des Rückens erstreckt sich ein Aalstrich. Beide Geschlechter tragen nach hinten gebogene Hörner, die rund 15 Zentimeter lang werden.

## Lebensweise
Lebensraum der Taiwan-Seraue sind felsige Gebirgsregionen, aber auch Wälder. Sie kommen meist in Regionen zwischen 1000 und 2000 Meter Höhe vor, können aber auch in Gebiete über 3000 Meter Höhe aufsteigen. Sie sind gemächliche, aber geschickte Kletterer, die vorwiegend am Morgen und am Abend auf Nahrungssuche gehen. Sie fressen Gräser, Blätter und anderes Pflanzenmaterial. Sie leben meist einzelgängerisch, es gibt aber auch Berichte über kleine Gruppen.

## Bedrohung
Die Bejagung wegen ihres Fleisches und die Einschränkung ihres Lebensraums haben früher zu einem deutlichen Rückgang der Populationen geführt. Heute ist die Art geschützt und in entlegenen Regionen relativ häufig. Die IUCN listet sie als „nicht gefährdet“ (least concern).